# تحرير إل بي جونز (فلم)
تحرير إل بي جونز (بالإنجليزية: The Liberation of L.B. Jones) فيلم دراما وجريمة ورومانسية أمريكي لعام 1970 من إخراج ويليام ويلر (1902 – 1981)، وهو مشروعه الأخير في مهنة امتدت إلى 45 عامًا. يستند سيناريو جيسي هيل فورد وستيرلينغ سيلفانت إلى رواية فورد عام 1965 بعنوان تحرير اللورد بايرون جونز The Liberation of Lord Byron Jones. الرواية بدورها استندت إلى أحداث وقعت في بلدة جنوبية يعيش فيها الكاتب فورد. بعد أن كتب الكتاب، تعرض لهجوم لفظي بسبب كتابته عن الأحداث التي وقعت في بلدته. أضاف إصدار الفيلم مزيد من الجدل، لا سيما في هومبولت، تينيسي، حيث عاش فورد.
نجوم الفيلم روسكو لي براون - لي جيه كوب - لولا فالانا - أنتوني زيربي - لي ماجورز، وتدور الأحداث حول متعهد دفن الموتى جونز، وأغنى رجل أسود في مقاطعته بولاية تينيسي، ويقوم بتطليق زوجته بتهمة الخيانة الزوجية مع شرطي أبيض مما يجعله عرضة للاضطهاد من الشرطة.

## طاقم التمثيل
روسكو لي براون: في دور إل بي. جونز
لي جيه كوب: في دور اومان هيدجيباث
لي ماجورز: في دور ستيف موندين
أنتوني زيرب: في دور ويلي جو وورث
لولا فالانا: في دور إيما جونز
أرش جونسون: في دور ستانلي بومباس
باربرا هيرشي: في دور نيلا موندين
يافيت كوتو: في دور سوني «سوني بوي» موسبي
تشيل ويلز: في دور السيد آيك
دوب تايلور: في دور العمدة
إيف ماكفي: في دور السيدة غريغز 

## أحداث الفيلم
يصل ستيف ونيلا موندين (لي ماجورز) إلى مدينة سومرتون، تينيسي، حيث ينضم إلى مكتب محاماة اومان هيدغيباث (لي جيه كوب)، ويصل أيضاً سوني بوي موسبي (يافيت كوتو)على نفس القطار، وهو شاب أسود عازم على الانتقام من الضرب الذي تعرض له في طفولته من الشرطي الأبيض ستانلي بومباس (أرش جونسون). يقوم ستيف بإقناع هيدغيباث بقبول دعوى الطلاق للورد بايرون جونز (روسكو لي براون) وهو متعهد دفن موتى ثري أسود. على الرغم من أن جونز قد عين الشرطي الأبيض ويلي جو وورث (أنتوني زيرب) كمتهم بالزنا مع زوجته إيما (لولا فالانا)، إلا ان الزوجة تنازع الدعوى، على أمل الحصول على تسوية كافية لتلبية احتياجات الطفل الذي حملته من عشيقها الشرطي وورث. عندما يخبر المحامي هيدغيباث الشرطي المتهم ينزعج وورث خوفًا من الفضيحة، ويطالب إيما أن تتخلى عن الدعوى ويضربها عندما ترفض، وبعد أن يطلب وورث دون جدوى من جونز إسقاط الدعوى، يقوم وورث بمساعدة الضابط بومباس (أرش جونسون) باعتقال متعهد دفن الموتى. يلوذ جونز بالفرار، ويطارده في ساحة للخردة وورث وبومباس. يشعر جونز بالتعب والإجهاد من طول فترة الدعوى والصراع مع الشرطة، ويقرر جونز المواجهة بدلاً من الهرب. يظهر جونز نفسه لمن يطارده وهو يظن أنه سيخضع فقط للقانون ولكن وورث يطلق عليه الرصاص. يقوم بومباس بتقطيع جسد جونز ويزيل رباط الحذاء ليجعل الأمر يبدو كما لو كان قد تم على أيدى أشخاص سود آخرين في عملية قتل انتقامية. يرفض هيدجيباث ورئيس البلدية محاكمة القتلة بالرغم من أعترافاتهم. يصل سوني بوي موسبي إلى قرار بالانتقام من الشرطي بومباس، وهو ينتقم بدون قصد لمقتل جونز، ويدفع بومباس إلى آلة الحصاد التي تمزق جسده. يغادر موندين المدينة، بعد أن فقد الأمل في عدالة الجنوب، على نفس القطار الذي يستقله سوني بوي موسبي عائداً بعد تنفيذ انتقامه.

## إنتاج الفيلم
كتب جيسي هيل فورد السيناريو الأول بنفسه، ثم عهد به إلى ستيرلنغ سيلفانت لعمل مسودة مقابل 200000 دولار. حصل المخرج ويليام ويلر على 600 ألف دولار. بدأ التصوير من 2 يونيو إلى 11 يوليو عام 1969.

## استقبال الفيلم
منح موقع الطماطم الفاسدة الفيلم تقييماً مقداره 67% بناءاً على آراء 6 نقاد.
تلقى فيلم المخرج ويلر الأخير على الشاشة آراء متباينة؛ شعر البعض بتقدير جهوده التي لم تكن قوية بما فيه الكفاية. قال فينسينت كانبي، في مراجعته في صحيفة نيويورك تايمز: "أنا متأكد من أن وايلر وكتاب السيناريو... كانوا في مهمة لصنع فيلم تشويق يمكن أن يعمل أيضًا كتعليق اجتماعي معاصر. في مصلحة الميلودراما، لديهم تبسيط الشخصيات من رواية هيل إلى درجة أنها تبدو نمطية أكثر مما قد يكون ضروريًا تمامًا. .. اتجاه ويلر ملحوظ فقط للبرودة ونفاد الصبر لمواصلة القصة على حساب أي شعور حقيقي.... يجب أن أقول أنني لم أشعر بالملل، بل شعرت بالاكتئاب فقط.
كتبت مجلة فارياتي: «ليس أكثر من مجرد فيلم للاستغلال الجنسي بين الأعراق».
منح دليل التليفزيون فيلم "تحرير إل بي جونز" نجمتين من أصل أربعة نجوم وكتب: "على الرغم من أن الممثلين قدموا بعض العروض القوية، إلا أن الفيلم في نهاية المطاف مسألة فارغة. لقد عولجت أفلام أخرى بشكل جيد قبل ذلك بوقت طويل، أسئلة العنصرية والتحيز الجنوبي. إذا كان إنتاجه تم قبل 10 سنوات لأصبح معلمًا بارزًا، ولكن في عام 1970 لم يعد مادة جديدة (وسبقته أفلام كثيرة في نفس الموضوع). النص مليء بالكلمات والصور النمطية، على الرغم من أن الجوانب الفنية جيدة. لم يكن هذا الفيلم الأخير للمخرج ويلر شيئًا مميزًا.
رشحت الممثلة والمغنية لولا فالانا لجائزة جولدن جلوب عن نجمة العام الجديدة  ولكنها خسرت أمام الممثلة الأمريكية كاري سنوديغرس (1945 – 2004) في فيلم «يوميات ربة منزل مجنونة Diary of a Mad Housewife».

## روابط خارجية
- مقالات تستعمل روابط فنية بلا صلة مع ويكي بيانات